# Данилино (озеро, Кыштовский район)
Данилино (Данилово) — озеро в Новосибирской области, самое известное озеро из группы «Пять озёр».

## Описание озера
Озеро расположено на территории Малокрасноярского сельсовета Кыштовского района Новосибирской области, в одном километре от села Курганка Муромцевского района Омской области.
Глубина озера на 10 метров больше, чем у протекающей поблизости реки Тара, — 17 метров; прозрачность воды — 5 метров. По глубине озеро значительно превосходит другие озёра региона. Берега пологие, у воды поросшие рогозом и тростником, а выше — сосной, берёзой и осиной. Вокруг Данилова озера идут два вала, высотой полтора метра и с расстоянием между гребнями десять метров. Озеро отличается от типичных водоёмов Омской и Новосибирской областей, и скорее напоминает горное: очень глубокое, с чистой, прозрачной водой, практически не заросшее водной растительностью.

## Легенды, связанные с озером
Из-за необычности[что?] озера среди местных жителей и туристов ходят легенды о происхождении озера и целебных свойствах его воды. По легенде Данилово озеро является частью системы «Пять озёр», образовавшейся в результате падения метеорита, распавшегося на пять осколков. Падению метеорита обязано удивительное свойство озера — чистая вода, которая содержит аномально большое количество серебра. Легенда привела к появлению у озера второго названия — Серебряное. Утверждается, что благодаря содержанию серебра вода озера обладает целебными свойствами, поэтому она используется жителями для лечения кожных и других заболеваний. В настоящее время эта легенда пока не получила научного подтверждения.

## Научные исследования
В августе 2003 года состоялась экологическая экспедиция по изучению водных объектов Муромцевского района (р. Тара, малые реки, озера, в том числе озеро Данилово), организованная омскими региональные отделения Русского географического и Российского геологического обществ, а также ФГУ «Территориальный фонд геологической информации по природным ресурсам и охране окружающей среды МПР России по Омской области». Экспедиция проходила под руководством директора ФГУ «ТФГИ по Омской области», учёного секретаря ОРО РГО и РосГео И. А. Вяткина и заместителя председателя ОРО РосГео, заслуженного эколога РФ Ф. И. Новикова. Научный руководитель экспедиции — В. Н. Русаков, член президиума ОРО РГО, доктор сельскохозяйственных наук, профессор ОмГАУ. Во время экспедиции были проведены гидрологические, геоморфологические, экологические и геоботанические исследования.
Собранные образцы воды были исследованы в лаборатории Омского государственного технического университета. Выявлено, что серебро содержится в воде в ничтожных количествах и не превышает обычные нормы. Также обнаружено огромное количество свободного кислорода: вода в озере постоянно меняется благодаря множеству подземных источников и приносит кислород, этим и объясняются целебные свойства Данилова. Свободный кислород улучшает обменные процессы в организме и активизирует его защитные механизмы.
Руководителем геоботанических исследований был член ОРО РГО Р. Г. Валитов, а в рабочую группу входили младший научный сотрудник отдела природы Омского государственного историко-краеведческого музея И. Н. Шипицина и учитель географии города Калачинска Н. А. Естафьев. Группа провела сбор гербария с 20 точек на разном удалении от озера в различных направлениях. В гербарий вошли водные, прибрежные, луговые и лесные высшие сосудистые растения 47 видов из 4 отделов, 4 классов, 22 семейств, 45 родов.
По частоте встречаемости в гербарии среди довольно обычных растений есть и редкие, например, торичник красный, мыльнянка лекарственная, репейничек волосистый. Собрано для гербария и несколько видов ядовитых растений (коровяк обыкновенный, лютик едкий, борец северный).
В октябре 2008 года состоялась экспедиция, организованная преподавателями Сибирского государственного университета физической культуры и спорта. Руководитель экспедиции — доктор педагогических наук, инструктор дайвинга по CMAS, проректор СибГУФК В. А. Аикина. Экспедиция провела изучение рельефа дна озера и установила, что озеро имеет форму воронки, достигая максимальной глубины в 16,2 метра в центре озера. Дно озера ровное и илистое, граница термоклина обнаружена на глубине 6 метров.
В ходе исследований не было выявлено никаких резких изменений в рельефе дна и не обнаружено никаких крупных посторонних предметов, которые могли быть метеоритами. Вместе с тем было установлено смещение глубокой части от середины озера к высокому берегу с двумя гребнями, что могло произойти от падения метеорита под углом к поверхности земли.
Результаты лабораторных анализов воды озера показали более высокую щёлочность и более низкое содержание металлов по сравнению со стандартной питьевой водой. Содержание серебра оказалось намного ниже нормы. Выдвинута гипотеза, что высокое содержание кислорода в воде вызвано большим количеством родников. Также сделано предположение о том, что лечебные свойства воды озера обусловлены уникальным сочетанием определённых металлов.

## Туризм и отдых
Рядом с озером обустроена зона отдыха. На озеро приезжают туристы из Омской, Новосибирской областей, а также других регионов Сибири. Туристам предлагаются водные развлечения (прокат катамаранов, аквалангов и т. д.). Въезд на территорию зоны отдыха (по состоянию на 2008 год) — платный.
На берегу озера есть месторождение глины зелено-голубоватого цвета, которую используют в лечебных и косметических целях.
Окружено дорогами, по которым проходят трассы внедорожников.

## Экологическое состояние
Антропогенный фактор привёл к ухудшению экологического состояния водоёма. В 2002 году был выкопан канал, соединивший озеро с рекой Тарой, для обогащения мелеющего озера водой и рыбой, что привело к засорению воды в озере.